# Chlum (Boemia meridionale)
Chlum è un comune della Repubblica Ceca facente parte del distretto di Strakonice, in Boemia Meridionale.